# Caccobius atratus
Caccobius atratus är en skalbaggsart som beskrevs av Walter och Yves Cambefort 1977. Caccobius atratus ingår i släktet Caccobius och familjen bladhorningar. Inga underarter finns listade.